# 1 E15 m
Pour aider à comparer les ordres de grandeur des différentes longueurs, voici une liste de longueurs comprise entre 1012 kilomètres et 1013 kilomètres.
- 7 500 000 millions de km = 50 000 UA, rayon interne du nuage d'Oort
- 9 500 000 millions de km = une année-lumière, la distance traversée par la lumière en une année